# Acris gryllus
Acris gryllus és una espècie de granota de la família dels hílids, autòctona del sud-est dels Estats Units i molt similar a Acris crepitans. Menja insectes, aranyes i altres artròpodes.

## Subespècies
- Acris gryllus gryllus (LeConte, 1825): des del sud-est de Virgínia (i passant per Carolina del Nord, Carolina del Sud, Geòrgia, Alabama i Mississipi) fins al riu Mississipi.
- Acris gryllus dorsalis (Harlan, 1827): només a Florida.